# Бура Ольга Василівна
Ольга Василівна Бура (нар. 22 липня 1986, с. Ріпнів, Буський район (тепер Золочівський район), Львівська область, Українська РСР — пом. 10 березня 2014, Київ, Україна) — українська активістка, учасниця Революції гідності. Героїня Небесної сотні. Герой України (посмертно).

## Життєпис
Мешкала в селі Журатин, Буського району (тепер Золочівського району), Львівської області.

### На Майдані
Брала активну участь в акціях протесту у Києві, починаючи з 24 листопада 2013 року. Допомагала «морській сотні» Самооборони, стояла у сторожі, працювала на складі та на кухні. До столиці Ольга Бура поїхала зі своїм чоловіком і завжди була поруч із ним.
На майдані отримала рану руки, до медиків вчасно не звернулася. Наслідком поранення стало зараження крові, від якого Ольга померла в київській лікарні 10 березня 2014 року.
Похована 13 березня 2014 року на сільському цвинтарі у рідному Ріпневі біля могили бабусі.

## Нагороди
- Звання Герой України з удостоєнням ордена «Золота Зірка» (21 листопада 2014, посмертно) — за громадянську мужність, патріотизм, героїчне відстоювання конституційних засад демократії, прав і свобод людини, самовіддане служіння Українському народу, виявлені під час Революції гідності[2]
- Медаль «За жертовність і любов до України» (УПЦ КП, червень 2015) (посмертно)[3].